# 博多港駅
博多港駅（はかたこうえき）は、かつて福岡県福岡市東区東浜町1丁目1番地にあった、日本貨物鉄道（JR貨物）鹿児島本線（貨物支線・通称博多臨港線）の貨物駅（廃駅）である。貨物支線の福岡貨物ターミナル - 博多港間の廃線に伴い、1998年（平成10年）4月1日に廃駅となった。

## 歴史
- 1942年（昭和17年）7月1日：開業。
  - 駅の位置は博多港中央埠頭東側[1]。隣接して博釜航路の博多桟橋を設置[1]。
  - 中央埠頭より香椎方の御笠川右岸側には操車場（竜頭崎信号所）を設置[2]。
  - 旅客の取扱は博釜航路利用者に限る。
  - 中央埠頭の駅本屋内には1階と2階にわたって連絡船船客待合室を設置[1][2]。
  - 旅客列車の運行は軍用列車に限定（但し発着は竜頭崎信号所）[1][2]。一般の旅客・手小荷物は博多駅との間で自動車輸送により代行（旅客は省営バス。手小荷物は日本通運のトラック）[1]。
- 1945年（昭和20年）6月20日：戦局の悪化により博釜航路は休止状態となる。
- 1954年（昭和29年）6月15日：博多臨港線を竜頭崎信号所で分岐して延伸し、福岡港駅が開業。
- 1967年（昭和42年）8月：駅舎改築[3]。
- 1984年（昭和59年）2月1日：小荷物の取扱を廃止[4]。
- 1985年（昭和60年）3月14日：福岡港駅を廃止し[4]、博多港駅に統合。博多港-福岡港間は博多港駅の構内扱いで存続[2]。
- 1986年（昭和61年）11月1日：竜頭崎信号所から中央埠頭までの区間を廃止。駅本屋を竜頭崎信号所に移す[2]。
- 1987年（昭和62年）4月1日：国鉄分割民営化により、JR貨物が継承。
- 1996年（平成8年）3月：博多港 - 旧福岡港間廃止[5]。
- 1998年（平成10年）4月1日：貨物支線の福岡貨物ターミナル - 博多港間の廃線に伴い廃止。

## 隣の駅
日本貨物鉄道（JR貨物）
鹿児島本線（貨物支線）
（貨）福岡貨物ターミナル駅 - （貨）博多港駅